# لنی جیمز
لنی جیمز (انگلیسی: Lennie James؛ زادهٔ ۱۱ اکتبر ۱۹۶۵) هنرپیشه و فیلم‌نامه‌نویس اهل بریتانیا است. وی از سال ۱۹۸۸ میلادی تاکنون مشغول فعالیت بوده‌است.
از فیلم‌هایی که وی در آن نقش داشته است، می‌توان به اندکی فراست، جریکو،مردگان متحرک، قاپ‌زنی، صحرا،  قانون‌شکن و از مردگان متحرک بترسید (فصل چهارم ) اشاره کرد.